# Stanley L. Greigg
Stanley Lloyd Greigg (ur. 7 maja 1931 w Ireton, zm. 13 czerwca 2002 w Salem) – amerykański polityk, członek Partii Demokratycznej.

## Działalność polityczna
W 1964 był burmistrzem Sioux City. W okresie od 3 stycznia 1965 do 3 stycznia 1967 przez jedną kadencję był przedstawicielem 6. okręgu wyborczego w stanie Iowa w Izbie Reprezentantów Stanów Zjednoczonych.